# Jessica McCormack
Jessica McCormack (8 de setembro de 1989) é uma basquetebolista neozelandesa.

## Carreira
Jessica McCormack integrou a Seleção Neozelandesa de Basquetebol Feminino em Pequim 2008, terminando na décima posição.